# Дудникова, Ксения Геннадьевна
Ксения Геннадьевна Дудникова (род. 10 февраля 1985) — российская оперная певица (меццо-сопрано).

## Биография
Родилась 10 февраля 1985 года в городе Андижане. В 2004 окончила дирижёрско-хоровое отделение Краснодарского музыкально-педагогического колледжа. В 2006‒2008 училась на вокальном отделении Академического музыкального колледжа при Московской государственной консерватории им. П. И. Чайковского (класс Г. С. Королевой). В 2013 году завершила обучение в Московской государственной консерватории им. П. И. Чайковского (класс К. Г. Кадинской).
В 2011-2021 — солистка оперной труппы Московского академического музыкального театра им. К. C. Станиславского и Вл. И. Немировича-Данченко. В 2012 дебютировала на его сцене в партии Элен Безуховой («Война и мир» в постановке Александра Тителя). Впоследствии на сцене этого театра исполнила партию Амнерис («Аида») в постановке Петера Штайна (2014), а также партии Дорабеллы («Так поступают все женщины», 2014), Марфы («Хованщина», 2015), Ольги («Евгений Онегин», 2015), Кармен («Кармен», 2015), Никлауса («Сказки Гофмана», 2016), Полины («Пиковая дама», 2016) в постановках Александра Тителя и др.
В 2015 выступила в роли Кармен на сцене Екатеринбургского государственного театра оперы и балета.
В 2013‒2016 участвовала в концертных исполнениях опер «Жизнь за царя» Глинки (партия Вани), «Семен Котко» Прокофьева (Фрося), «Пиковая дама» (Полина), «Зори здесь тихие» (Женя Комелькова) с Государственной академической симфонической капеллой России под управлением Валерия Полянского.
С 2021 года Ксения Дудникова является солисткой Большого театра России (в 2016-2020 - приглашённая солистка там же). На сцене Большого театра она исполнила партии Маргариты («Осуждение Фауста»), Любаши («Царская невеста»), Полины («Пиковая дама»), Любавы Буслаевны («Садко») в постановке Дмитрия Чернякова, Марины Мнишек («Борис Годунов»), Ежибабы («Русалка») и др.
С 2021 - приглашённая солистка Новосибирского театра оперы и балета (партии Амнерис и Кончаковны) и Михайловского театра (партии Амнерис и Ульрики).
Дебютом певицы за рубежом стало выступление в 2017 на сцене Королевского театра Ковент-Гарден в роли Принцессы де Буйон («Адриана Лекуврёр»), которую она позднее исполняла в Севилье (2018) и Флоренции (2021).
В 2017 году выступила также на сценах Большого театра Женевы (Жанна дʼАрк в опере «Орлеанская дева»), брюссельского Ла Монне (Амнерис в «Аиде»), Зальцбургского фестиваля (Сонетка в «Леди Макбет Мценского уезда»), Оперного театра Цюриха (Ольга в «Евгении Онегине»).
В сезоне 2018‒2019 состоялись выступления Ксении Дудниковой в партии Кармен на сценах парижской Оперы Бастилии, дрезденской Зепмперопер и Арена ди Верона, Амнерис — на сценах Новосибирского государственного академического театра оперы и балета и казанского Татарского академического государственного театра оперы и балета им. М. Джалиля, а также дебют на сцене Государственной оперы Штутгарта в партии Эболи («Дон Карлос» Верди).
В 2021 на сцене парижской Оперы Бастилии выступила в роли Амнерис («Аида») в постановке Лотте де Бир вместе с Йонасом Кауфманом, Сондрой Радвановски, Людовиком Тезье и др.
Сотрудничает с дирижёрами Евгением Бражником, Лоренцо Виотти, Тимуром Зангиевым, Феликсом Коробовым, Станиславом Кочановским, Александром Лазаревым, Даниэлем Ореном, Геннадием Рождественским, Туганом Сохиевым, Александром Титовым, Антонино Фольяни, Дмитрием Юровским, Марисом Янсонсом и др., с режиссёрами Хуго де Ана, Лотте де Бир, Барри Коски, Андреасом Кригенбургом, Статисом Ливатиносом, Лоренцо Мариани, Александром Тителем, Дмитрием Черняковым, Петером Штайном и др.
Ксения Дудникова трижды номинировалась на премию «Золотая маска» за исполнение партий Амнерис («Аида») в Московском академическом музыкальном театре им. К. С. Станиславского и Вл. И. Немировича-Данченко (2015); Кармен в Екатеринбургском государственном академическом театре оперы и балета (2017) и Маргариты («Осуждение Фауста») в Большом театре (2017). По словам Евгения Цодокова (2015), у Кармен Ксении Дудниковой «есть внутренний духовный стержень, она знает какую-то тайну, ей есть что сказать людям — это ощущаешь буквально кожей, и это нынче большая редкость! Излишне говорить, что все эти качества были поддержаны блестящим вокалом, с ровными одинаково глубокими регистрами и красивыми интервальными переходами безо всяких звуковых рывков и толчков, чувством фразы и формы, прекрасным mezza voce и пиано. При всей экспрессии и драматизме ситуаций в образе Карменситы чувствовалось „легкое дыхание“» Архивная копия от 9 июля 2021 на Wayback Machine. В рецензии на выступление певицы на сцене «Арена ди Верона» (2019) Жан Кробот писал: «Ксения Дудникова — Кармен, которая не оставляет желать ничего лучшего. Большое сценическое обаяние, настоящее проникновение в роль в сочетании с фантастическим голосом (эта глубина!) делает эту „femme fatale“ настолько убедительной, настолько и редкой» Архивная копия от 9 июля 2021 на Wayback Machine.
В репертуаре певицы также партии меццо-сопрано в «Реквиеме» Верди, «Stabat mater» Беркли, «Te Deum» Пендерецкого, вокальные циклы «Летние ночи» Берлиоза, «Стихотворения Матильды Везендонк» Вагнера, «Песни и пляски смерти» Мусоргского, «Библейские песни» Дворжака, камерно-вокальные произведения Балакирева, Дебюсси, Пуленка, Римского-Корсакова, Таривердиева, Чайковского, Р. Штрауса и др.

## Репертуар
- Амнерис — «Аида» Дж. Верди;
- Принцесса Эболи — «Дон Карлос» Дж. Верди;
- Ульрика — «Бал-маскарад» Дж. Верди;
- Кармен — «Кармен» Ж. Бизе;
- Марфа — «Хованщина» М. П. Мусоргского;
- Любаша —"Царская невеста" Н. А. Римского-Корсакова;
- Любава Буслаевна — «Садко» Н. А. Римского-Корсакова;
- Марина Мнишек — «Борис Годунов» М. П. Мусоргского;
- Кончаковна —«Князь Игорь» А. П. Бородина;
- Жанна д’Арк — «Орлеанская дева» П. И. Чайковского;
- Любовь — «Мазепа» П. И. Чайковского;
- Ольга — «Евгений Онегин» П. И. Чайковского;
- Полина — «Пиковая дама» П. И. Чайковского;
- Никлаус — «Сказки Гофмана» Ж. Оффенбаха;
- Маргарита — «Осуждение Фауста» Г. Берлиоза;
- Принцесса де Буйон — «Адриана Лекуврёр» Ф. Чилеа;
- Ежибаба — «Русалка» А. Дворжака;
- Маддалена  — «Риголетто» Дж. Верди;
- Ваня — «Жизнь за царя» М. И. Глинка;
- Элен Безухова — «Война и мир» С. С. Прокофьева;
- Фрося — «Семен Котко» С. С. Прокофьева;
- Сонетка — «Леди Макбет Мценского уезда» Д. Д. Шостаковича;
- Женя Комелькова — «Зори здесь тихие» К. В. Молчанов;
- Дорабелла — «Так поступают все женщины» В. А. Моцарта;
- Нерис — «Медея» Л. Керубини;
- Снежная Королева — «История Кая и Герды» С. П. Баневича.